# Elsey (Hagen)
Elsey ist ein Stadtteil im Stadtbezirk Hohenlimburg der kreisfreien Großstadt Hagen in Nordrhein-Westfalen. 2018 lebten insgesamt 9290 Einwohner in den beiden Wohnbezirken Elsey-Nord und Elsey-Süd.

## Geografie
Elsey wird im Westen durch die Lenne begrenzt. Im Norden führt die Bundesautobahn 46 vorbei, die Elsey von den Ortsteilen Reh und 
Henkhausen trennt. Beide Ortsteile sind historisch mit Elsey verbunden. Im Osten reicht Elsey bis an die Hagener Stadtgrenze zu Iserlohn und im Süden bis zum Stadtteil Hohenlimburg-Mitte und dem Naturschutzgebiet Steltenberg, das an den Ortsteil Oege grenzt. Die höchste Erhebung Elseys ist der 257 m hohe Steltenberg.

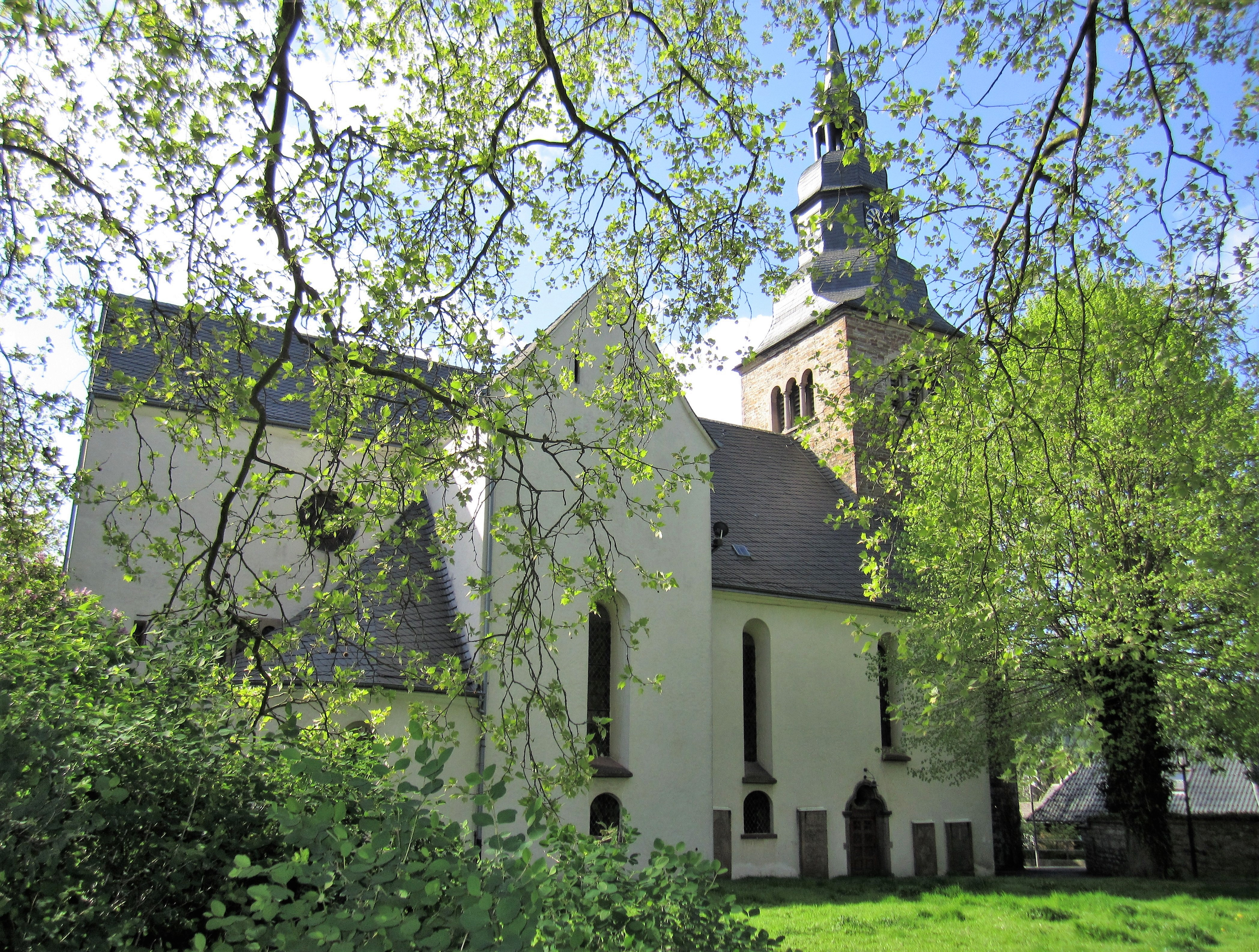
Evangelische Kirche Elsey

## Geschichte
Elsey ist einer der ältesten Orte im Raum Hagen und wohl schon ab dem 9. Jahrhundert als karolingischer Königshof an der Lennestraße bzw. am Heerweg von Hohensyburg nach Altena entstanden. Eine erste schlichte Kirche in Elsey, St. Fabian und St. Sebastian geweiht, existierte wahrscheinlich ab der zweiten Hälfte des 9. Jahrhunderts. Beide Vermutungen eines Heimatforschers sind aber spekulativ und historisch nicht belegt.
Erstmals wurde Elsey im Jahre 1200 urkundlich erwähnt, als Methildis von Holland, Gemahlin des Grafen Arnold I. von Altena-Isenberg, die Einkünfte zweier Höfe (due curtes in Elseyge) und den Zehnten in Elsey als Witwengut erhielt. Der Name des Dorfes wurde über Jahrhunderte unterschiedlich geschrieben mit: Elseyge (1200), Elseie (1226), Elseye (1246), Elze (1341), Elzey (1379), Eilsey (1468) oder Else. Ausgesprochen in nd. Mundart: Älsę. Der Ortsname kann als „Erlenaue“ oder „mit Erlen bestandenes Gewässer“ gedeutet werden. Flöer benennt ihn mit „Stelle, wo es Erlen gibt“.
Elsey war ein Oberhof und hatte Ende des 12. Jahrhunderts etwa zwanzig Höfe oder Kotten. Einige waren Lehen benachbarter Adeliger. So gehörten mehrere Höfe den Isenberger Grafen, weitere den von Berchem, von Dunhove, von Hardenberg oder von Letmathe. Erste Namen Elseyer Bauern erscheinen 1268 mit den beiden Schultheißen Vrowinus et Lifhardus, villici in Elsey als Zeugen in einer Urkunde des Klosters Elsey. Die Nachfolgehöfe des alten Königsgutes im Umfeld des Klosters werden mit „Holtschmit auf’m Berge“, Schultenhof, Raschen Hof, Holtschmit-Hof und Sundernhof bezeichnet. Die Elseyer Mark umfasste 4000 Morgen; dazu gehörten der Mühlenberg bis zur Oeger Höhle und das Ostfeld an den Grenzen zur Letmather und Reher Mark. Eine Lennefähre gab es nördlich von Elsey, zwischen Reh und Herbeck. Eine Lennefurt zwischen dem Kloster Elsey und dem Sundernhof war lange Zeit auf der Strecke Altena–Ruhr für Fuhrwerke die einzige Möglichkeit zum anderen Ufer zu kommen. Eine Holzbrücke über die Lenne wurde in der Freiheit Limburg erst ab dem Jahr 1435 erwähnt.
Die Keimzelle von Elsey war das 1223 gegründete Kloster Elsey. Ebenso entstand um diese Zeit (um 1220) auf den Fundamenten des Vorgängerbaus der spätromanische, dreiteilige Hallenbau der Stiftskirche. Sie war gleichzeitig auch Pfarrkirche für das umliegende, zum ersten Mal 1582 erwähnte Kirchspiel. Es handelt sich dabei um die einzige noch weitgehend in ihrer ursprünglichen Baugestalt aus dem frühen 13. Jahrhundert erhaltene Kirche im Raum Hagen. Sie war Begräbnisstätte der 1511 hier erloschenen Grafen von Limburg aus dem Hause Isenberg sowie des 1626 ausgestorbenen Grafenhauses Bentheim-Limburg, von dem noch heute in der Kirche das große Epitaph von 1619 für Graf Konrad Gumprecht zeugt.
Im Kirchspiel Elsey liegen die früheren Bauerndörfer Reh und Henkhausen. Reh wurde als Rethei erstmals 1229 erwähnt. 1268 mit einem niederadeligen Arnoldus de Redhe. Ab 1839 war der Ort geteilt in Nieder- und Ober Reh. Der Ortsname kann als „Stelle mit Ried“ benannt werden. Henkhausen wurde als ville Heinkhusen erstmals um 1223 erwähnt. 1246 mit einem Wernherum de Heienchusen. Später Henghausen, ab 1880 Henkhausen genannt. Im Jahr 1816 wurde neben einer Mineralquelle ein Badehaus errichtet und diese Stelle „Bad Henkhausen“ genannt. Der Ortsname Henkhausen kann als „bei den Häusern der Leute des Heio“ gedeutet werden. Beide Dörfer waren bis in das 20. Jahrhundert landwirtschaftlich stark geprägt. 1580 veranlasste Graf Adolf von Neuenahr-Alpen den Abbau von Alaun in der Umgebung des Dorfes Reh. 1582 erhielt Peter Wichlinghausen aus Elberfeld die Genehmigung, die im Hasselbachtal bei Henkhausen vorhandenen reichen Alaun-Vorkommen auszubeuten. Der Bergbau auf Alaun wurde in der „Reher Heide“ danach bis in das 19. Jahrhundert mit mehr als 100 Arbeitern intensiv betrieben.
Eine erste Ansiedlung von Juden in der Grafschaft Limburg erfolgte gegen Ende des 17. Jahrhunderts unter dem bis 1710 regierenden Grafen Friedrich Moritz von Bentheim-Tecklenburg. Im Jahr 1683 erhielt Samuel Levi für vier Rtlr. Tribut jährlich die Erlaubnis, sich im Kirchspiel Elsey niederzulassen.
Stark leiden mussten die Elseyer Bewohner bis Ende des 18. Jahrhunderts unter Seuchen (Pest, Blattern), Hungersnöten, Raubzügen und Brandschatzungen. In den Kriegen unter Plünderungen, Einquartierungen und Überfälle. 1587 während des Kölnischen Krieges wurde das Kloster durch Brandschatzung ein Raub der Flammen (Neubau an gleicher Stelle bis ins 17. Jahrhundert). Furchtbar waren die Raubzüge und Brandschatzungen in Elsey 1599 und 1616 unter dem Befehl des Francisco de Mendoza während des Spanisch-niederländischen Krieges. 1616 brannte die gräfliche Kornmühle am Lenne-Mühlengraben ab (Neubau bis 1619). Im Dreißigjährigen Krieg war Elsey mal von Hessen und Schweden, mal von kaiserlichen Truppen besetzt. Leidvoll die Einquartierungen in Elsey und Limburg von 1633 bis 1636 unter dem kaiserlichen Generalfeldwachtmeister Lothar von Bönninghausen. Im Jahre 1654 waren die Dorfbewohner verarmt, viele Häuser zerstört und die Äcker der Bauern verwüstet. Während des Siebenjährigen Krieges war Elsey 1761 von dem gefürchteten Fischer’schen Freicorps besetzt, die zudem die Blattern mitbrachten und 68 Bewohner daran starben. Besonders schlimm traf es auch die Bewohner von Reh, als am 29. April 1783 fast das ganze Oberdorf mit 14 Wohnhäusern und zahlreichen Scheunen, Ställen und angrenzendem Wald abbrannte.

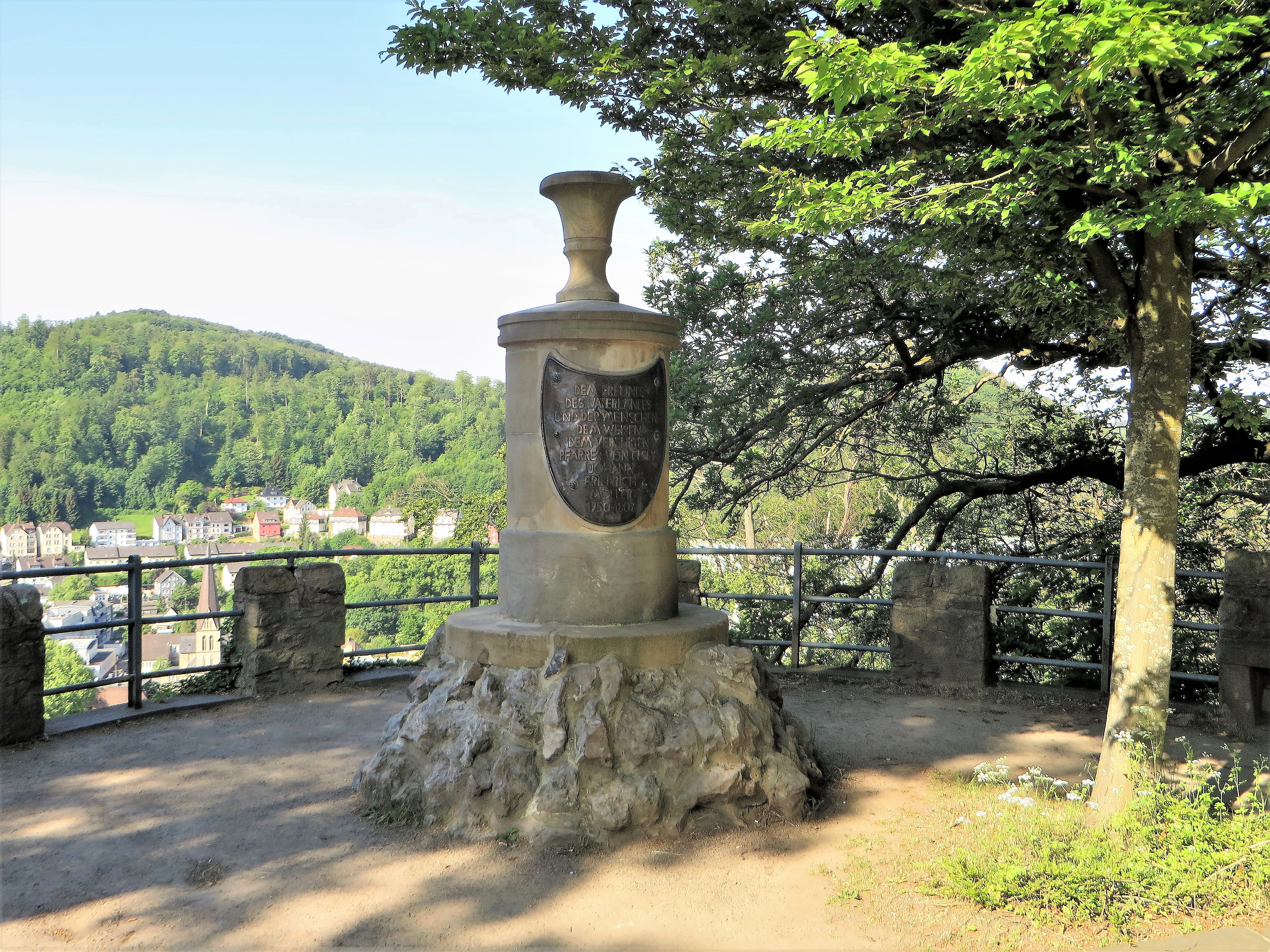
Möllerdenkmal in Elsey

1618 wird auf dem Hof des Müllers zu Elsey ein Freistuhl erwähnt. Später tagte neben der Kirche auf dem Elseyer Marktplatz unter der alten Gerichtslinde einmal jährlich das limburgische Gogericht. Die letzte bekannte Urteilsverlesung (Todesurteil) fand hier am 14. März 1807 statt, die darauffolgende Hinrichtung am 19. Juni 1807. Die Richtstätte (Reher Galgen) selbst war aber weit entfernt am Weg zwischen Reh und Schälk. Der von einer Mauer umschlossene Kirchhof war bis 1843 der Friedhof für die Einwohner des Kirchspiels sowie bis 1810 auch der Angehörigen des Stiftsadels, wie mehrere im Bereich der Kirche erhaltene Grabplatten belegen. Unter dem Grafenhaus Bentheim erfolgte im frühen 17. Jahrhundert im Stift Elsey die Einführung der Reformation. Von den verschiedenen Stiftspredigern erlangte vor allem Johann Friedrich Möller (1750–1807) eine große Bekanntheit und Ausstrahlung. Seine theologischen und historischen Arbeiten sowie sein politisches Engagement reichten weit über die Territorien der Grafschaften Mark und Limburg hinaus. Hoch über dem Lennetal wurde ihm zu Ehren 1814 am Klippchen ein Denkmal errichtet. Später auch eine Straße nach ihm benannt.
Eine Elseyer Schule gab es schon Mitte des 16. Jahrhunderts zur Zeit des Grafen Adolf von Neuenahr. Die Polizeiordnung des Grafen von 1582 belegt auch eine Schützenkompanie und ein Schützenfest in Elsey. 1654 gab es in Elsey 48 Bauern und Kötter. Die Mehrzahl der Höfe gehörten dem Kloster Elsey, 11 waren in Besitz des Grafen und einige in Besitz der Kirche oder Schule. Laut Volkstabelle der Grafschaft Limburg von 1786 gab es im Kirchspiel Elsey mit den Bauerschaften Elsey und Reh, ein Fräuleinstift, 47 Bauernhöfe, 59 Einzelhäuser und 505 Einwohner. Elseyer Stiftsamtmann war Anfang des 19. Jahrhunderts Friedrich Moritz Holtschmit (1766–1844), später ab 1818 Königlicher Bürgermeister des Verwaltungsbezirks Limburg (Limburg, Elsey, Letmathe und Oestrich) und ab 1841 Amtmann des Amtes Limburg. In Elsey war er zudem Landwirt, Gastwirt mit eigener Braustätte, Ziegelbrenner und Kalksteinbruchbesitzer.
Elsey bildete seit dem 19. Jahrhundert eine Landgemeinde im Amt Hohenlimburg des Landkreises Iserlohn. Die Gemeinde mit 1058 ha Fläche bestand aus den Wohnplätzen Elsey, Henkhausen, Bad Henkhausen, Mühlendorf, Reh, Sundern, Schilken, Schälk, Schöne Aussicht, Viermarkenbaum und Weinhof. Im Jahr 1821 waren im Liegenschaftsbuch der ehemaligen Gemeinde Elsey 157 Grundeigentümer aufgeführt. 1896 gab es in Elsey 2980 Einwohner, 204 Gebäude, 5 öffentliche Gebäude und 9 gewerbliche Anlagen. Gemeindevorsteher war der Gutsbesitzer Uebemann-Schulte, Schiedsmann der Fabrikant Friedrich Becker. Mittelpunkt Elseys ist die evangelische Pfarrkirche. Die evangelische Volksschule Elsey (erbaut 1874/1890) hatte sechs Lehrkräfte und die zweite Schule in Reh (erbaut 1885–86) eine Lehrkraft. In dieser Zeit gab es einen Kriegerverein, Elseyer Turnverein 1881, Turnverein „Germania-Reh 1894“, Gesangsverein „MGV 1846“ und die Theater-Gesellschaft „Gemütlichkeit“ im Mühlendorf. Der Bau eines Krankenhauses wurde durch eine Stiftung (8000 Taler) des 1865 verstorbenen Elseyer Pastors Dr. Wilhelm Hülsemann ermöglicht. Einweihung des heutigen Vorgängerbaus war am 20. März 1887. Der evangelische Friedhof an der Esserstraße wurde 1843 eingerichtet und 1886 an der Heidestraße der Jüdische Friedhof Elsey. Im 20. Jahrhundert kamen der kath. Heidefriedhof, der ev.-ref. Ostfeld-Friedhof und der ev. Niederfeld-Friedhof hinzu.

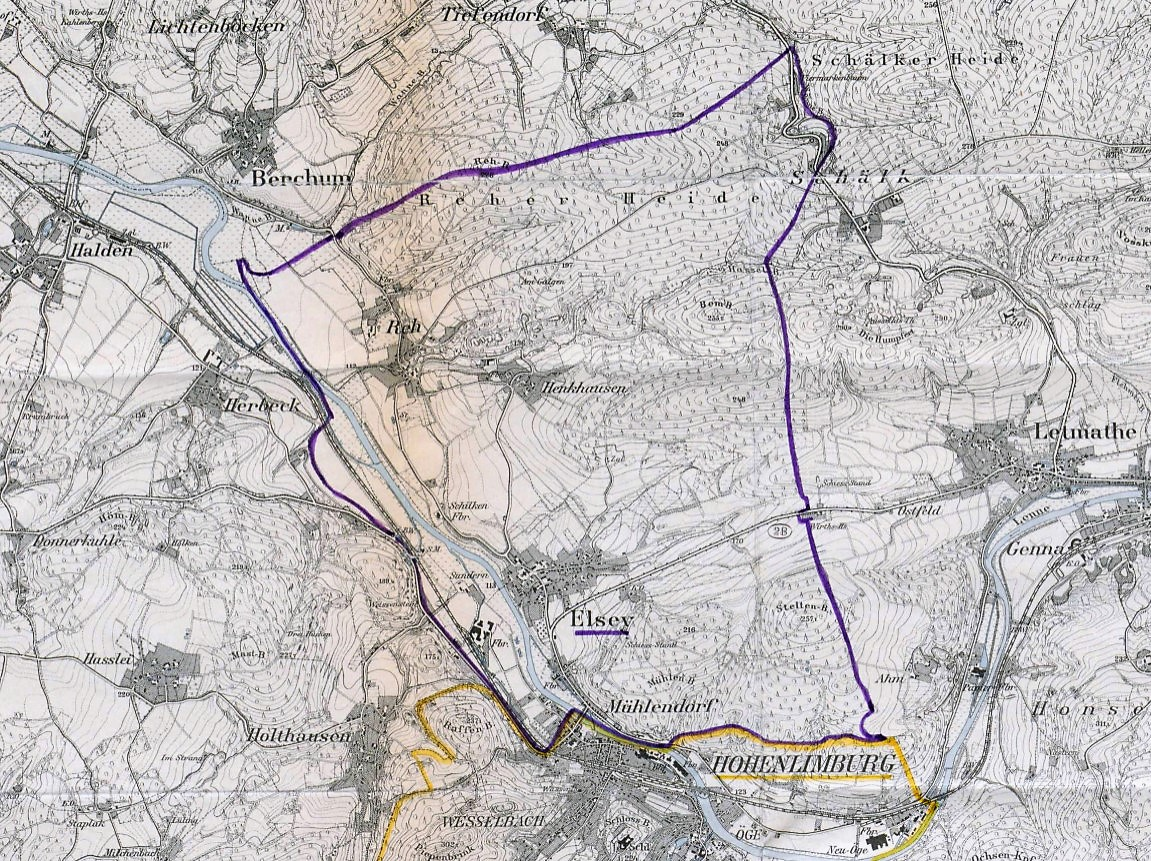
Gemeindegrenze Elsey 1902

Die Industrialisierung in dem landwirtschaftlich geprägten Elsey begann Anfang des 19. Jahrhunderts. 1805 suchte der Tuchfärber Moritz Ribbert (1787–1856) bei der gräflichen Regierung in Limburg um die Erlaubnis zur Gründung einer „Blaufärberei und Zeugdruckerei“ nach. Sie wurde ihm gewährt, so dass er zunächst in Elsey und danach auf dem Gelände der alten Drahtrolle am „Sundernhof“ an der Lenne einen Betrieb aufbaute. Die Firma entwickelte sich später zum größten Werk ihrer Art in Deutschland. 1826 siedelte sich die Tuchfabrik H. D. Nettmann & Sohn (gegr. 1780 in Westhofen) auf dem Gelände der einstigen gräflichen Kornmühle im Mühlendorf an. Die Firma war Mitte des Jahrhunderts die größte Tuchfabrik im Landkreis Iserlohn. 1829 gründete J. C. Koch eine Isolierdraht- und Dynamobürstenfabrik in Elsey. Ende des 19. Jahrhunderts entstanden vermehrt weitere Betriebe, wie die 1893 gegründete Stoffdruckerei und Färberei Fritz Becker, 1894 die Walzengravieranstalt Riepelmeier & Maas, 1895 die Maschinen- und Spiralfedernfabrik Wilhelm Winterhager oder 1897 die Metallfeindrahtzieherei Carl Uebemann.
Die benachbarten Gemeinden Elsey und Hohenlimburg wuchsen bis Ende des 19. Jahrhunderts immer mehr zusammen, und so lag es nahe, sich zu vereinigen. Am 1. April 1902 vereinigten sich also die beiden Gemeinden zu einer Gemeinde, unter dem Namen Hohenlimburg, durch einstimmige Beschlüsse der Hohenlimburger Stadtverordneten-Versammlung und des Gemeinderats von Elsey.
Während des Zweiten Weltkrieges war bei den Luftangriffen auf Hagen ab dem 1./2. Oktober 1943 auch Elsey betroffen. Bei diesem Angriff wurde die Elseyer Volksschule beschädigt und war länger nicht nutzbar. Bei dem Angriff am 2. Dezember 1944 wurde das Elseyer Krankenhaus beschädigt, das Elektro-Motorenwerk Göbel zerstört und viele Wohnhäuser rund um die Brauhausstraße, darunter der historische Wiedemhof, völlig zerstört oder stark beschädigt. Es gab 10 Tote und 25 Verletzte.
Während der Nazi-Herrschaft gab es in Elsey 4 Ausländerlager mit insgesamt 140 Polinnen und Ostarbeiterinnen. Sie wurden ab 1941 in den ansässigen Elseyer Industriebetrieben zur Zwangsarbeit eingesetzt. Zudem gab es in Reh ein Auffanglager der Gestapo für ausländische Arbeitskräfte und deutsche Regimegegner.
In der Nachkriegszeit kamen aus den ehemaligen deutschen Ostgebieten und weiteren Siedlungsräumen bis Mitte der 1950er Jahre insgesamt 5500 Heimatvertriebene und Flüchtlinge, die in Hohenlimburg, überwiegend in Elsey, aufgenommen und integriert wurden. In dem vorher noch ländlich geprägten Elsey entstand in dieser Zeit eine großflächige neue Wohnbebauung mit Einfamilien-/Reihen-/Mehrfamilien- und Hochhäusern für die Neubürger, die hier nach schwerer Zeit ein neues Zuhause fanden.
Hohenlimburg wurde 1975 Teil der Stadt Hagen.

## Einwohnerentwicklung
| Jahr | Einwohner | Quelle |
| ---- | --------- | ------ |
| 1833 | 787       | [ 27 ] |
| 1871 | 1736      | [ 28 ] |
| 1885 | 2466      | [ 29 ] |
| 1895 | 2993      | [ 30 ] |
| 2013 | 9472      | [ 1 ]  |

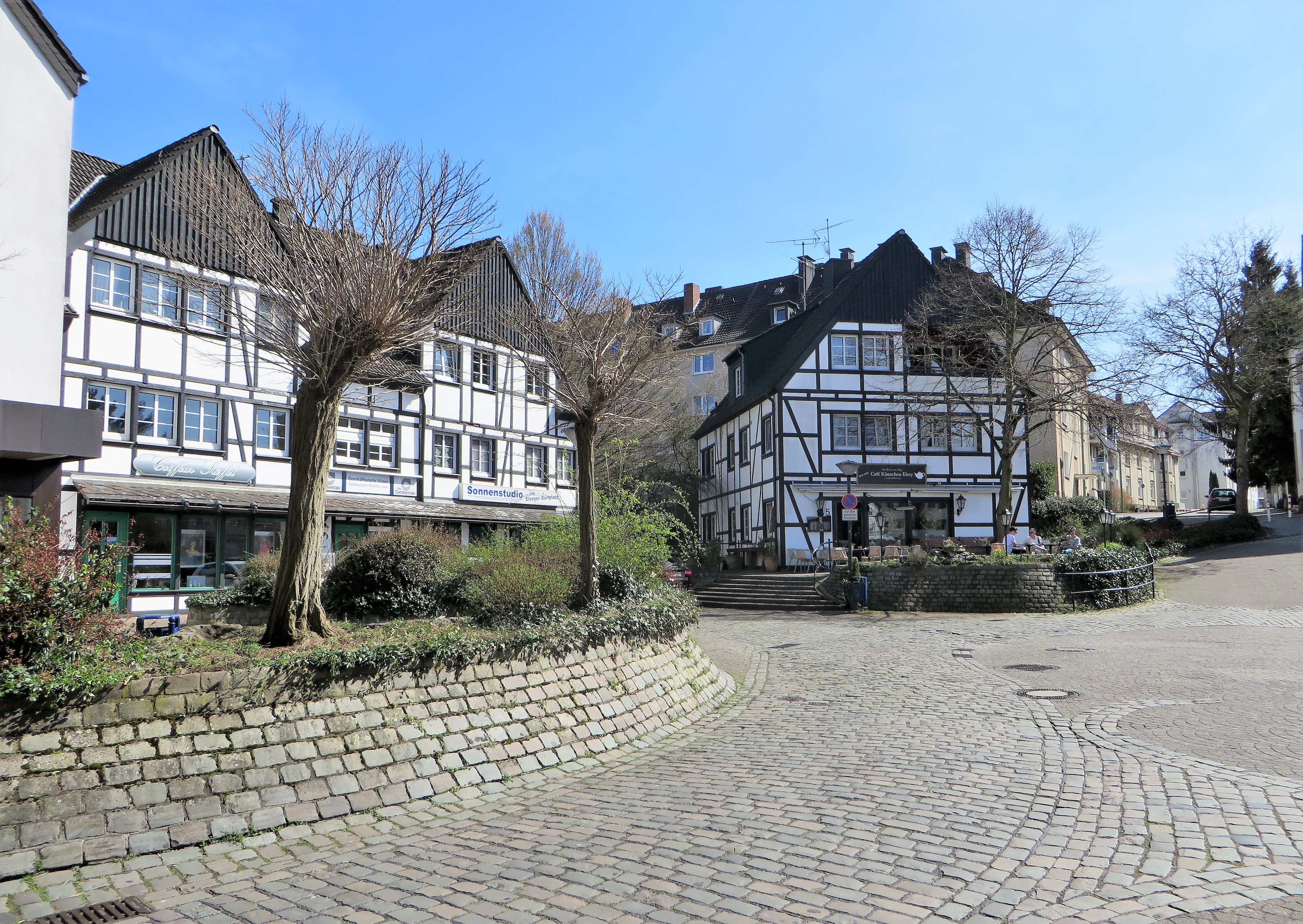
Der Elseyer Dorfplatz

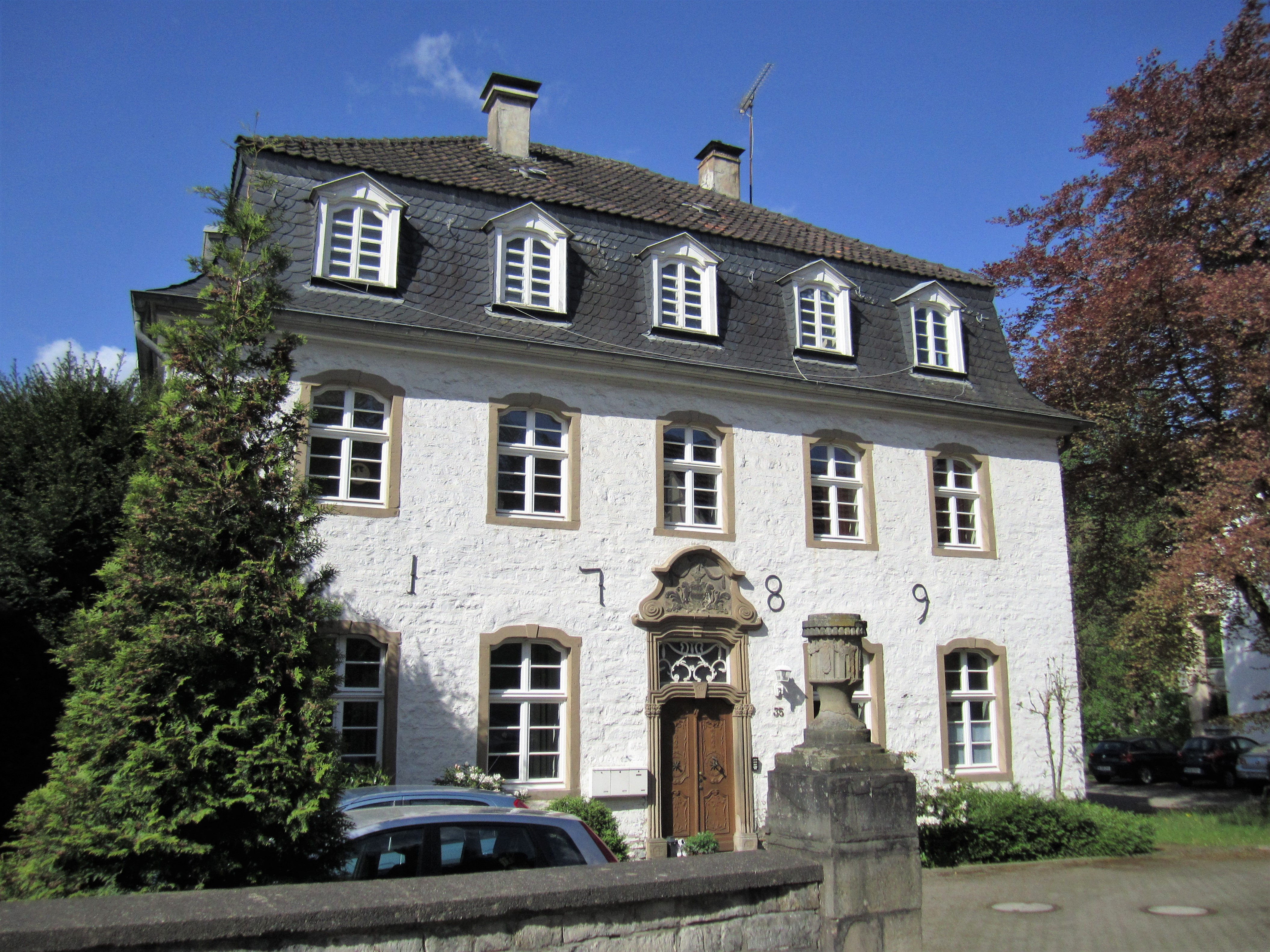
Ehemalige Stiftskurie des Klosters Elsey. Wohnhaus der Äbtissin

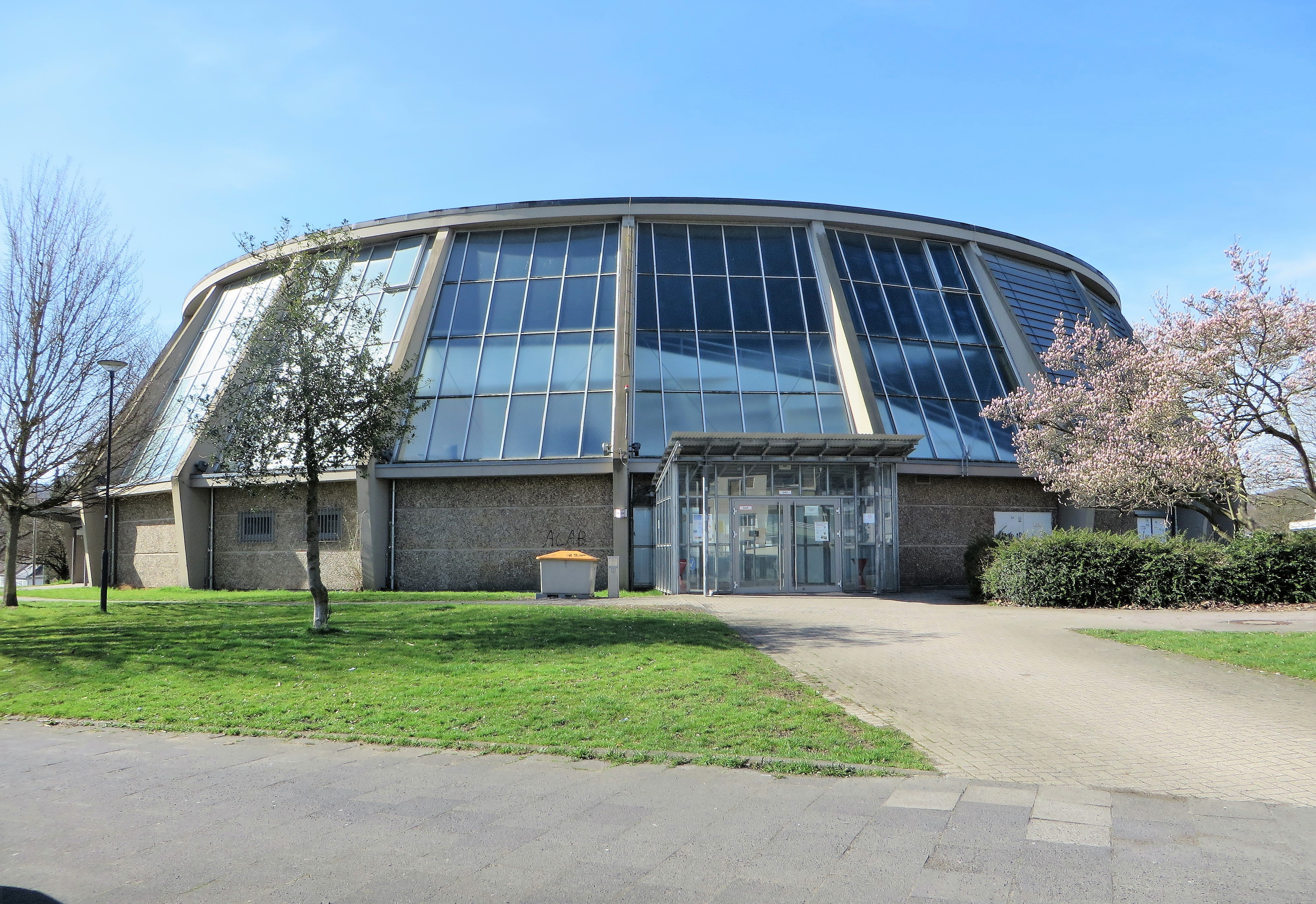
Rundturnhalle in Elsey

Am 31. Dezember 2018 hatte der Wohnbezirk Elsey–Nord in 781 Wohnhäusern mit 3046 Haushaltungen 5881 Einwohner. Der Wohnbezirk Elsey–Süd in 827 Wohnhäusern mit 1716 Haushaltungen 3409 Einwohner. Der Wohnbezirk Henkhausen/Reh in 974 Wohnhäusern mit 2534 Haushaltungen 5698 Einwohner.

## Baudenkmäler
Die Evangelische Kirche Elsey und mehrere Gebäude im historischen Stiftsbereich, die Friedhofskapellen Ostfeld und Heidefriedhof, der Jüdische Friedhof, das Wohnhaus Iserlohner Straße 46 sowie die Villa Koenig am Burgweg 7 stehen unter Denkmalschutz.

## Vereine
- Elseyer Turnverein 1881 e. V., Heidestraße 34
- Hohenlimburger Bauverein eG (gegr. 1926), Wiesenstraße 5
- HSV Hohenlimburger Schwimmverein e. V., Hasselbach 30
- Ländlicher Reit- und Fahrverein Hohenlimburg e. V., Auf dem Mühlhof 14
- SV Hohenlimburg 1910 e. V., Erich-Berlet Stadion, Berliner Allee 54
- Tennisclub TC Weiss-Rot Hohenlimburg, Auf dem Lölfert 42
- Tischtennisclub Hohenlimburg-Elsey e. V. (TTC H’lbg.-Elsey)
- TSV Germania Hohenlimburg-Reh e. V. (Handballspielgemeinschaft H’lbg)
- Elseyer-Nahmer-Männerchor